# Bezuje
Bezuje este un sat din comuna Plužine, Muntenegru. Conform datelor de la recensământul din 2003, localitatea are 85 de locuitori (la recensământul din 1991 erau 125 de locuitori).

## Demografie
În satul Bezuje locuiesc 70 de persoane adulte, iar vârsta medie a populației este de 43,4 de ani (45,6 la bărbați și 41,8 la femei). În localitate sunt 24 de gospodării, iar numărul mediu de membri în gospodărie este de 3,54.
Această localitate este populată majoritar de sârbi (conform recensământului din 2003).
|  |

| Demografie | Demografie | Demografie |
| An         | Locuitori  | Locuitori  |
| ---------- | ---------- | ---------- |
|            |            |            |
|            |            |            |
|            |            |            |
|            |            |            |
| 1948       | 210        |            |
| 1953       | 228        |            |
| 1961       | 240        |            |
| 1971       | 229        |            |
| 1981       | 188        |            |
| 1991       | 125        | 125        |
| 2003       | 86         | 85         |

| \| Componența etnică conform recensământului din 2003[2] \| Componența etnică conform recensământului din 2003[2] \| Componența etnică conform recensământului din 2003[2] \| Componența etnică conform recensământului din 2003[2] \| Componența etnică conform recensământului din 2003[2] \| \| ----------------------------------------------------- \| ----------------------------------------------------- \| ----------------------------------------------------- \| ----------------------------------------------------- \| ----------------------------------------------------- \| \| \| \| \| \| \| \| Sârbi \| Sârbi \| \| 74 \| 87,05% \| \| Muntenegreni \| Muntenegreni \| \| 9 \| 10,58% \| \| necunoscută \| necunoscută \| \| 0 \| 0% \| |              |  |    |        |
| Componența etnică conform recensământului din 2003 |              |  |    |        |
| |              |  |    |        |
| Sârbi | Sârbi        |  | 74 | 87,05% |
| Muntenegreni | Muntenegreni |  | 9  | 10,58% |
| necunoscută | necunoscută  |  | 0  | 0%     |